# Kintbury
Kintbury – wieś w Anglii, w hrabstwie ceremonialnym Berkshire, w dystrykcie (unitary authority) West Berkshire. Leży 34 km na zachód od centrum miasta Reading i 93 km na zachód od centrum Londynu. W 2001 miejscowość liczyła 2400 mieszkańców.